# Chương trình 975
Chương trình 975 là một chương trình phát triển kinh tế - văn hóa - xã hội cho các vùng dân tộc thiểu số và miền núi, vùng đặc biệt khó khăn của Chính phủ Việt Nam. Theo đó, Chính phủ cấp miễn phí một số loại báo chí cho các tỉnh, huyện, xã, đồn biên phòng, trường học, nhà văn hóa, hội nông dân xã, ban chấp hành Đoàn xã, Đoàn trường dân tộc nội trú tại khu vực này.
975 là gọi theo Quyết định số 975/QĐ-TTg ngày 20/7/2006 của Thủ tướng Chính phủ về việc cấp một số loại báo, tạp chí cho vùng dân tộc thiểu số và miền núi, vùng đặc biệt khó khăn.
Hiện tại, có 18 loại báo, tạp chí được cấp theo chương trình 975.